# 哈里·布赖特莫尔
哈里·布赖特莫尔（英語：Harry Brightmore，1994年7月1日—），英国男子赛艇运动员，2022年世界赛艇锦标赛男子八人单桨有舵手金牌得主、2023年世界赛艇锦标赛男子八人单桨有舵手金牌得主、2024年夏季奥林匹克运动会男子八人单桨有舵手金牌得主。